# Bethaus (Vrchlabí)

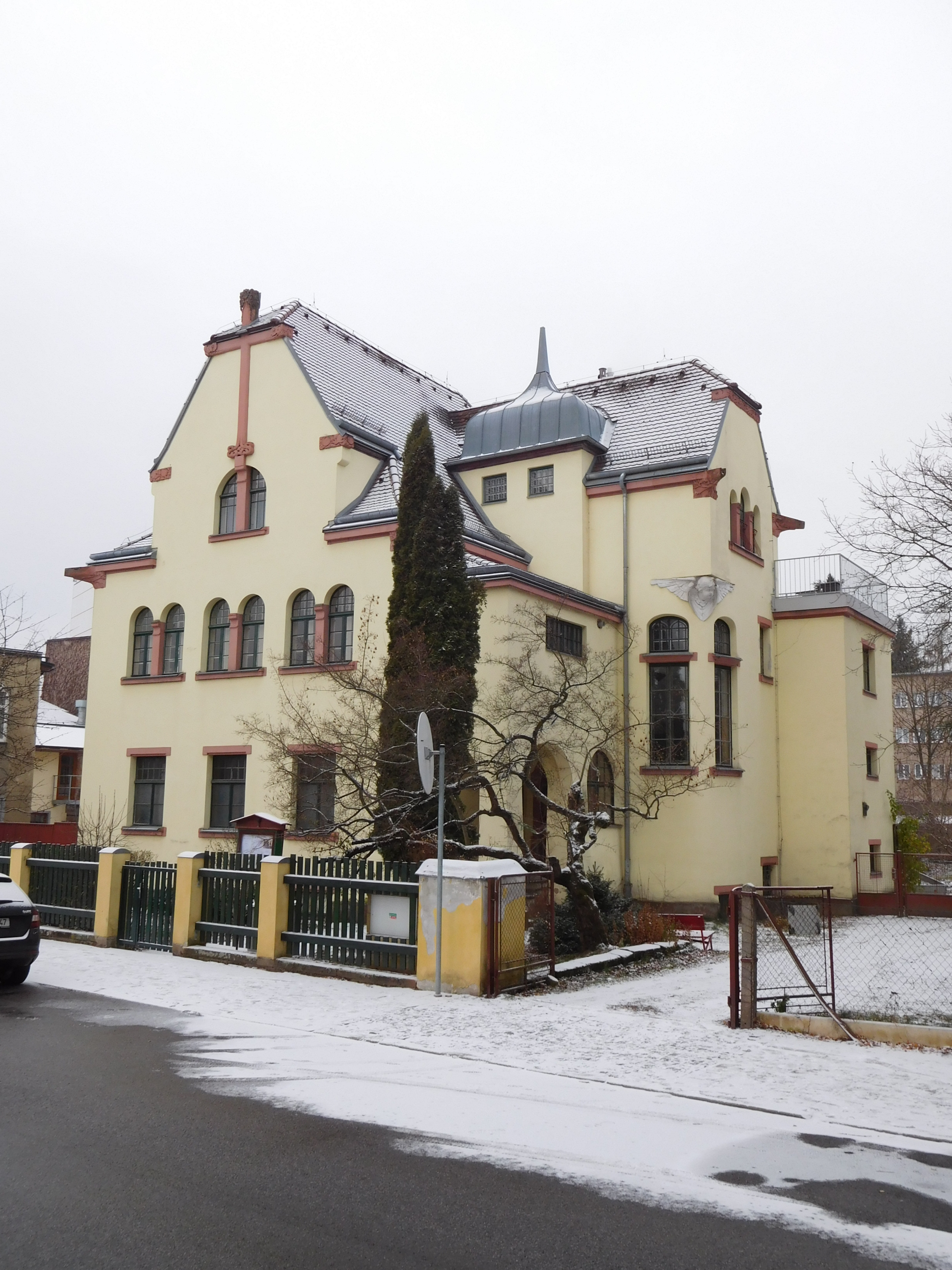
Bethaus Hohenelbe

Das Bethaus ist ein evangelisches Kirchengebäude in Vrchlabí (deutsch Hohenelbe), einer Stadt im Okres Trutnov in der Region Královéhradecký kraj in Tschechien.
Nachdem Hohenelbe im mittleren 16. Jahrhundert unter dem königlichen Oberberghauptmann Christoph von Gendorf, der eine evangelische Kirche, ein Pfarrhaus sowie eine Schule errichtet hatte, den evangelisch-lutherischen Glauben angenommen hatte, führte 1624 Feldmarschall Herzog Albrecht von Wallenstein eine entschiedene Rekatholisierung durch. Erst um die Wende zum 20. Jahrhundert konnte sich wieder eine evangelische Kirchengemeinde herausbilden, für die 1901–1902 das Dresdener Architekturbüro Schilling & Graebner ein villenartiges Bethaus errichtete, das seit dem Ende des Zweiten Weltkriegs als Evangelische Kirche der Böhmischen Brüder dient.